# Rio Budun
O Rio Budun é um rio da Romênia afluente do Rio Someşul Mare, localizado no distrito de Bistriţa-Năsăud.